# Натив
Бюро по связям «Натив» (ивр. לִשְׁכַּת הַקֶּשֶׁר — נָתִיב‎, Лишкат-ха-кешер — нати́в) — израильское государственное учреждение, подчиняющееся Канцелярии главы правительства, созданное для связи с евреями Советского Союза и стран Восточной Европы, координации борьбы за их право на репатриацию и организации их выезда в Израиль. В настоящее время занимается, главным образом, евреями СНГ и стран Балтии.

## История
Решение о создании «Натива» было принято премьер-министром Израиля Давидом Бен-Гурионом в июне 1951 года, в связи с тем, что деятельность «Моссад ле-Алия Бет» была признана неудовлетворительной с учётом положения евреев в СССР и странах Восточного блока. Руководителем «Натива» был назначен Шауль Авигур, ранее руководивший «Моссад ле-Алия Бет». Бюро реально функционирует с 1952 года.
В конце 1980-х годов благодаря процессам внутри Советского Союза, деятельности «Натива» и правозащитников, привлекших внимание западных СМИ, стала возможной Большая алия, в ходе которой более миллиона евреев эмигрировали в Израиль, существенно повысив его потенциал развития и обороноспособность.
На «Натив» возлагалось ведение разведывательной деятельности и пропаганды Израиля в СССР и в других странах Восточной Европы для усиления иммиграционного потока евреев в Израиль.
Перед её руководством были поставлены три задачи:
- установить и поддерживать как можно более широкие связи с евреями Восточной Европы и особенно Советского Союза;
- проводить оперативную деятельность, способствующую выезду евреев в Израиль;
- инициировать и развивать общественную и политическую деятельность для оказания международного политического давления на власти СССР, чтобы они предоставили евреям возможность выехать в Израиль[3].

Высокая эффективность деятельности «Натива» подтвердила, что создание этой спецслужбы для проведения операций в социалистических странах являлось оправданным.
Для организации выезда евреев с территории стран ОВД и из СССР в Израиль «Натив» использовал изначально нелегальные методы. Особенно ярко это проявлялось в период с 1967 года до конца 1980-х годов, когда две страны (Израиль и СССР) находились в состоянии прямой конфронтации и не имели дипломатических отношений. Агенты «Натива» провозили в СССР пропагандистские материалы, налаживали связи с еврейской общиной в Советском Союзе (на тот момент — второй по численности в мире), организовывали кружки изучения еврейской культуры, иудаизма и иврита, вели среди советских евреев агитацию за выезд в Израиль. В таких странах социалистического лагеря, как Румыния, выезд евреев за границу через транзитные страны осуществлялся за взятки или полностью нелегально — в багажниках автомобилей, тайниках и другими тому подобными методами.
Также «Натив» организовывал акции протеста, митинги в странах Европы и США, призывая их правительства оказать на СССР давление и заставить его позволить евреям эмигрировать. Часто такие акции проходили под лозунгом «Отпусти народ мой!» («Let My People Go»).
В 1990-е годы важным направлением деятельности «Натива» была эвакуация евреев из зон локальных конфликтов на территории СНГ. Нередко она проводилась с риском для жизни.
«Натив» как спецслужба имел право осуществлять цензуру: мог запретить публиковать любую статью, дать указание на перлюстрацию любой почты.

## В 2000-е годы
В связи с легализацией выезда евреев из стран СНГ и Балтии в Израиль, а также сокращением абсолютного числа эмигрантов, «Натив» потерял былое значение и финансирование, подвергается критике в Израиле со стороны Сохнута, Моссада, МИД и других организаций. Фактически «Натив» потерял статус спецслужбы. Вместе с тем, он получил разрешение на контакты с крупными еврейскими общинами в США и ФРГ.
Согласно утверждению израильского дипломата Анны Азари (2006 год): «„Натив“ — это уже не спецслужба… „Натив“ — это ведомство, которое выдаёт визы на постоянное жительство, проводит экспертизу документов человека, желающего уехать в Израиль. Помимо этого в СНГ есть множество израильских культурных центров, работающих под эгидой „Натив“. Сегодня смысл этой организации точно отражается в её названии — „Бюро по связям с еврейской диаспорой стран СНГ“».

## Руководители
- 1952—1970 — Шауль Авигур
- 1970—1980 — Нехемия Леванон
- 1980—1986 — Йэхуда Лапидот
- 1986—1992 — Давид Бартов
- 1992—1999 — Яков Кедми
- 1999—2007 — Цви Маген
- 2007—2015 — Наоми Бен-Ами
- 2016—2017 — Алекс Кушнир
- 2017 — 2023 — Нета Брискин-Пелег
- 2023 — н. в. — Алон Шохам (и.о.)[7]